# Композитна алгебра
В математиці композитна алгебра A — така алгебра над полем K з невиродженою квадратичною формою N, що задовільняє
{\displaystyle N(xy)=N(x)N(y)\quad \forall x,y\in A.}
Композиційна алгебра також включає інволюцію яку називають спряженням: {\displaystyle x\mapsto x^{*}.}
Квадратична форма {\displaystyle N(x)=xx^{*}} називається нормою алгебри.
Композиційна алгебра (A, ∗, N) є або алгеброю з діленням або спліт алгеброю, в залежності від того чи вона містить не нульові елементи v для яких N(v) = 0. Такі елементи називають null-вектори.
Якщо x не є null-вектором, оберненим елементом до нього є {\displaystyle {\frac {x^{*}}{N(x)}}}.

## Структурна теорема
Кожна композитна алгебра може бути отримана процедурою Келі — Діксона.